# Witold Kawczyk
Witold Kawczyk (ur. 25 lipca 1918, zm. 9 sierpnia 1998 w Siemianowicach Śląskich) – polski tenisista stołowy, trener, działacz, wielokrotny mistrz i wicemistrz Polski, reprezentant Polski.
Zawodnik HKS Siemianowiczanki. Prezes Śląskiego OZTS w latach 1974–1978.
- mistrz Polski w grze pojedynczej (1948)
- wicemistrz Polski w grze pojedynczej (1950)
- wicemistrz Polski w grze podwójnej (1954) w duecie z Jerzym Piechaczkiem
- III miejsce w mistrzostwach Polski (1949, 1951, 1954)